# Janów (Katowice)
Janów (niem. Janow) – część Katowic, położona we wschodnim fragmencie miasta, w dzielnicy Janów-Nikiszowiec, nad Boliną. 
Osada ta jako dawna wieś od założenia w okolicy XVIII wieku do rewolucji przemysłowej była związana z rodem Mieroszewskich, którzy mieli swój dworek (istniejący do 2021 roku). Tereny te rozwinęły się dzięki przemysłowi wydobywczemu (głównie położonej na terenie dawnej gminy kopalni węgla kamiennego „Giesche” – późniejszy „Wieczorek”), a także rozwijającemu się w okolicy hutnictwu cynku. Na terenach Janowa, na początku XX wieku powstały dwa unikatowe osiedla robotnicze – Giszowiec i Nikiszowiec. Janów po transformacji gospodarczej ma charakter głównie mieszkaniowo-usługowy. Główną drogą przebiegającą przez centrum Janowa jest ulica Oswobodzenia. Przez Janów również przebiega także linia kolejowa, na której kursują pociągi towarowe. Z Janowem związana jest grupa malarzy-amatorów – Grupa Janowska, a także hokejowy klub sportowy Naprzód Janów.

## Geografia

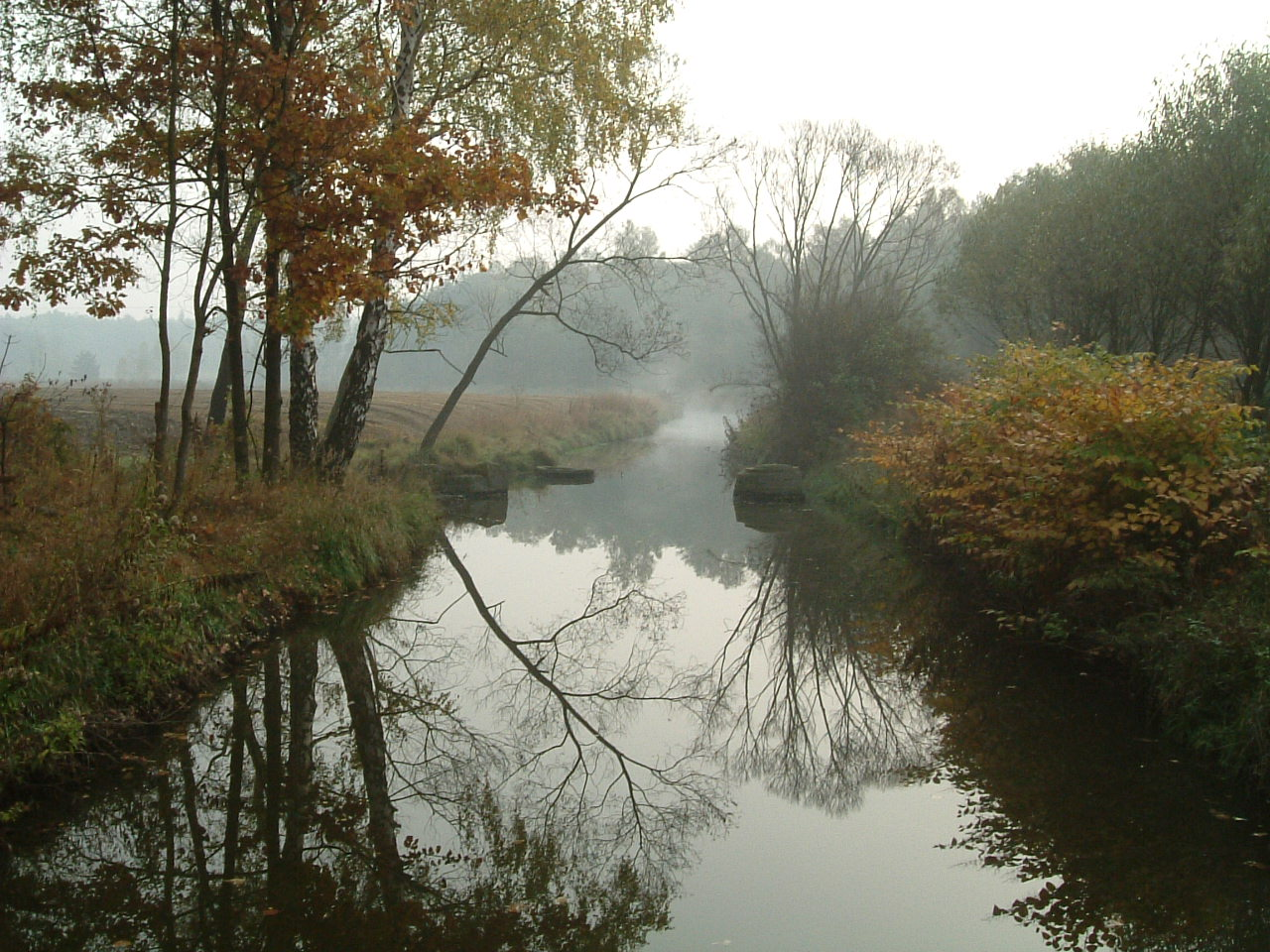
Bolina na wysokości parku Bolina

Janów pod względem administracyjnym położony jest w województwie śląskim, we wschodniej części Katowic, w dzielnicy Janów-Nikiszowiec. Historyczna, wschodnia część Janowa – Janów Miejski, położona jest w zachodniej części Mysłowic, w dzielnicy Janów Miejski-Ćmok. Od północy sąsiaduje z Szopienicami, od wschodu z Bończykiem (Mysłowice), od południa z Giszowcem, a od zachodu z Nikiszowcem.
Według podziału fizycznogeograficznego Jerzego Kondrackiego osada ta znajduje się w mezoregionie Wyżyna Katowicka (341.13), będącej południową częścią Wyżyny Śląskiej, w podprowincji Wyżyna Śląsko-Krakowska, natomiast pod względem jednostek morfologicznych Janów położony jest na Płaskowyżu Murcek. Północne stoki są rozczłonkowane przez dwie długie doliny, w tym przez przepływającą przez Janów Bolinę.
Pod względem budowy geologicznej Janów zlokalizowany jest w niecce górnośląskiej. Utwory wypełniającego nieckę pochodzą z okresu górnego karbonu i są wykształcone w postaci łupków, piaskowców i zlepieńców z pokładami węgla kamiennego, które powstały przed 300 milionami lat. W dolinach rzek występują natomiast polodowcowe utwory plejstoceńskie w postaci madów, mułów, piasków i żwirów rzecznych.
Tereny Janowa znajdują się w zlewni Boliny, będącej częścią dorzecza Wisły. Bolina na terenie Janowa biegnie w kierunku północno-wschodnim i uchodzi dalej do Czarnej Przemszy. Pod wpływem działalności człowieka wykształciły się na terenie Janowa antropogeniczne zbiorniki wodne, znajdujące się głównie w dolinie Boliny oraz w bezodpływowych obniżeniach. Są to: Bolina, Bolina II, Janów, Trzewiczek i inne mniejsze rozlewiska. Do największych z nich należy zbiornik Bolina II, którego powierzchnia wynosi 4,21 ha. Klimat Janowa nie wyróżnia się zbytnio od klimatu dla całych Katowic, a jedynie jest modyfikowany przez lokalne czynniki (topoklimat). Występuje tu klimat umiarkowany przejściowy z przewagą prądów oceanicznych nad kontynentalnymi.

## Historia

### Początki i okres przed rozwojem przemysłu

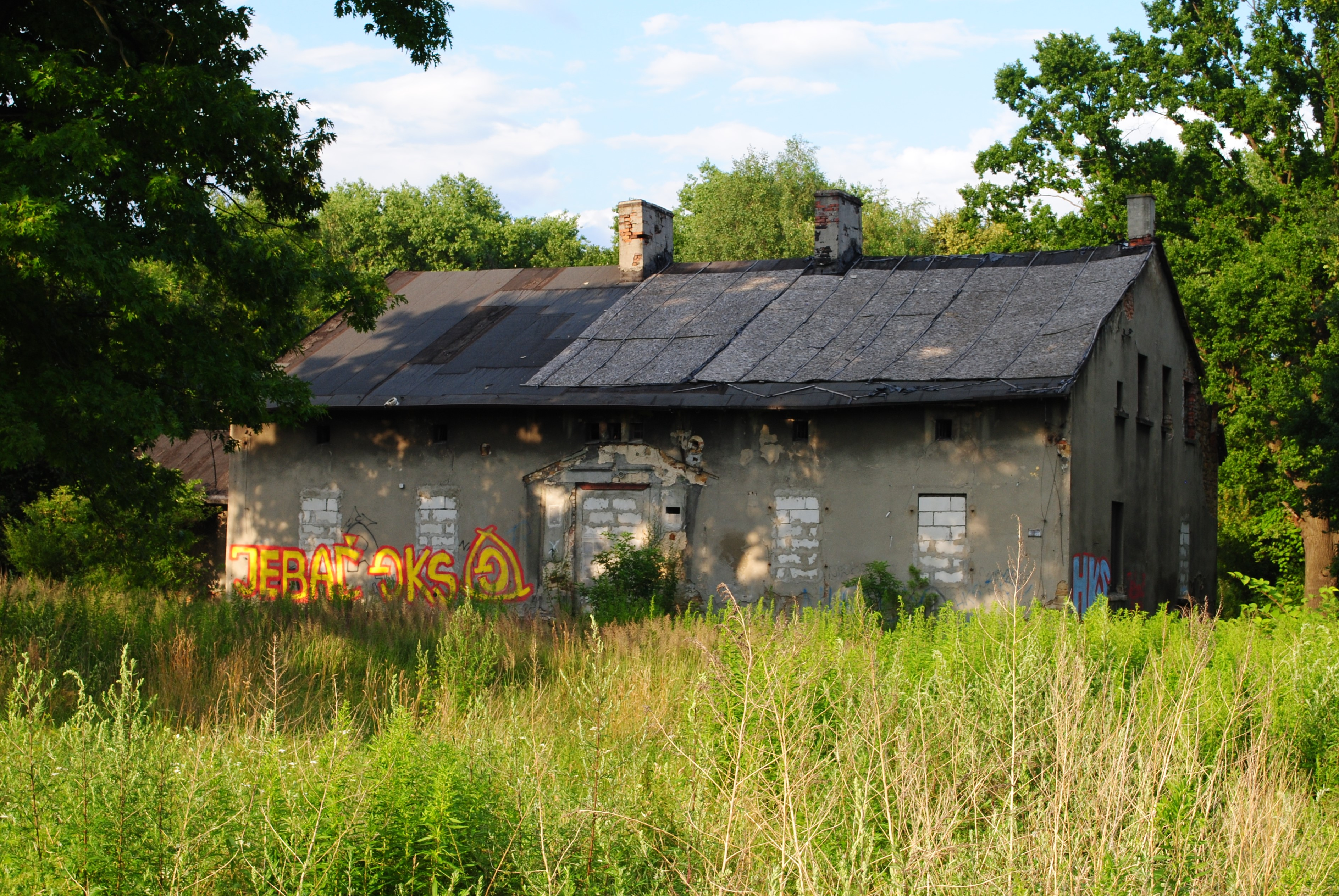
D. dworek Mieroszewskich przy ulicy Nad Stawem 3a w 2020 roku, wyburzony w październiku 2021 roku

Pierwszą wzmiankę o Janowie jako osadzie leśnej notuje się w 1742 roku, lecz miejscowość ta była już ukazywana na wcześniej wydanych mapach, w tym z 1736 roku pod nazwą Jonow. Ponadto istnieje hipoteza, że w miejscu Janowa istniała wcześniej wieś Jaźwice. 
Tereny Janowa do 1617 roku należały do Salomonów, a potem do Mieroszewskich. Nazwa Janów pochodzi od jednego z właścicieli ziem Jana Krzysztofa Mieroszewskiego. W latach 1694–1755, gdy te ziemie należały do niego, teren ten przeżył znaczny rozkwit. Na początku XVIII wieku, na prawym brzegu Boliny, podjęto decyzję o budowie nowej osady. Pierwszym budynkiem był drewniany dworek myśliwski, wybudowany w tym samym miejscu, co późniejszy zameczek przy ulicy Nad Stawem 3a. Pierwszymi mieszkańcami osady byli drwale karczujący okoliczny las, którzy otrzymali kawałek ziemi i wznosili pierwsze domy wokół dworku. W tym samym okresie, na wzniesieniu na prawym brzegu Boliny Jan Krzysztof Mieroszewski oddał do użytku folwark, nazwany od imienia swego założyciela Janowcem. Składał się on z czterech drewnianych budynków i prowadziła do niego droga do zamku w Mysłowicach, a w drugą stronę droga kierowała się do Szopienic. Nowo założony folwark dał początek rozwijającej się obok osadzie, dla której utarła się nazwa Janów. Sam zaś folwark po raz pierwszy wzmiankowany był w dokumencie z 30 stycznia 1724 roku.

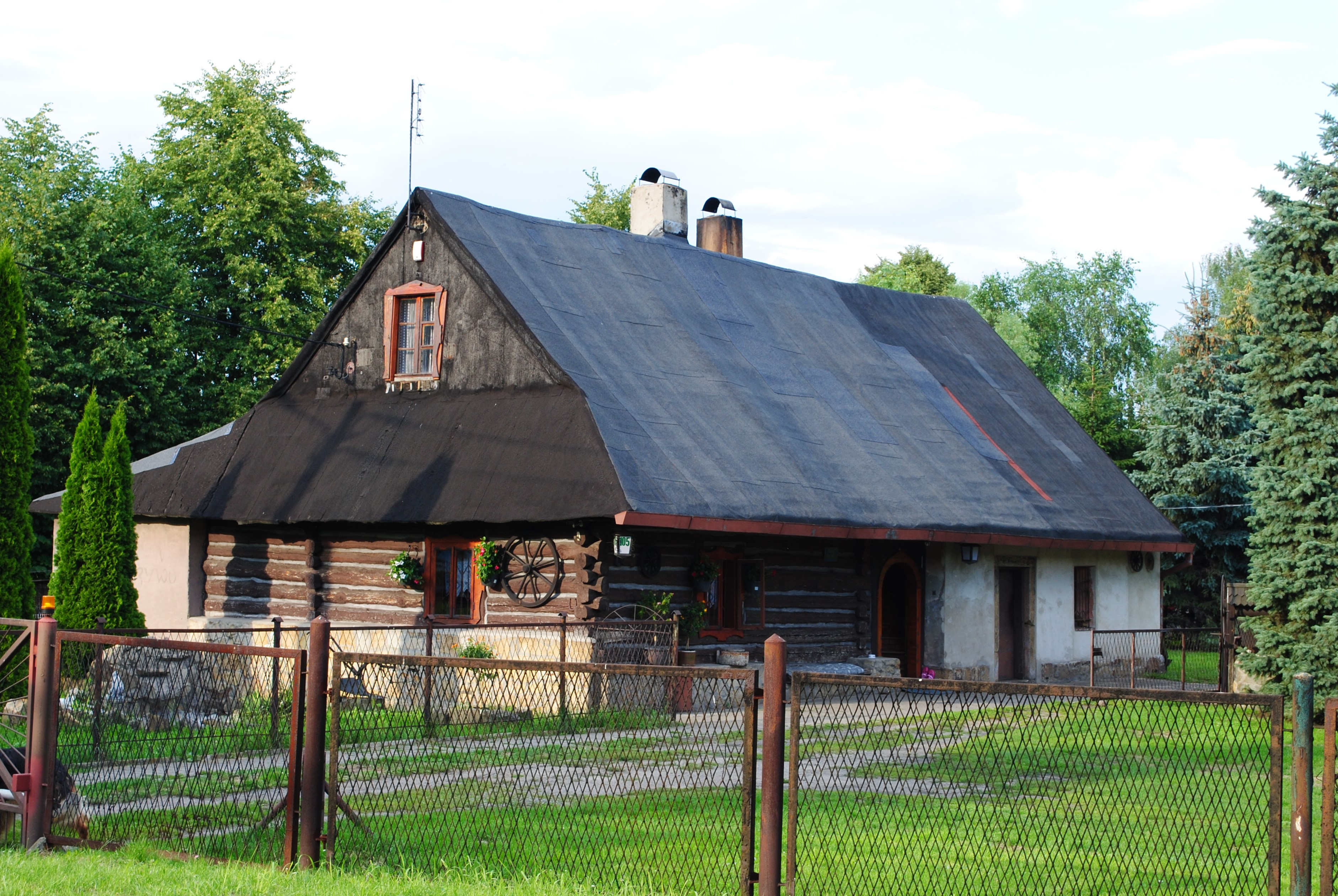
Drewniany dom wiejski przy ul. Oswobodzenia 105, wzniesiony w II połowie XIX wieku

W XVIII wieku przy Bolinie funkcjonowała kuźnia, przesiewalnia potażu oraz huta szkła, a w lasach janowskich wytwarzano węgiel drzewny. W pobliżu znajdowało się kilka kamieniołomów piaskowca, a także zdobywano rudę darniową. W 1783 roku w Janowie mieszkało 141 osób powyżej 16 roku życia, w tym 3 kmieci, 2 młynarzy, 22 zagrodników i 3 chałupników. 
Aleksander Mieroszewski – ostatni dziedzic z rodu Mieroszewskich – 11 maja 1839 roku zamienił całość dóbr na majorat pieniężny wraz z prawem do używania tytułu ordynata. Za jego panowania, przed i w czasie powstania listopadowego Janów był jednym z ważniejszych miejsc, gdzie odbywały się spotkania konspiracyjne. Aleksander Mieroszewski urządził pomiędzy pałacykiem a Boliną ogród w stylu angielskim, a w nim pomnik-obelisk z litego piaskowca z wyrytą datą 1835 rok i inskrypcją po polsku. Pomnik ten przetrwał do dziś i znajduje się na skwerze Zillmannów w Nikiszowcu. Z uwagi na przepełnienie szkoły w Mysłowicach w 1844 roku rozpoczęto rozmowy nad budową szkoły w Janowie, którą ostatecznie ukończono w 1848 roku. Rozpoczęto wówczas naukę w pierwszej szkole jednoizbowej, znajdującej się przy ul. Oswobodzenia. W pierwszym roku funkcjonowania do szkoły uczęszczało 84 dzieci.

### Rozwój przemysłu i okres do I wojny światowej
W pierwszej połowie XIX wieku na terenie gminy Janów rozpoczął się rozwój przemysłowy – wówczas to w latach 30. otwarto cztery kopalnie: „Agnes Amanda” (przy niej powstała kolonia Amandy), „Gute Amalie”, „Morgenroth” oraz „Susanne” (wraz z nią wybudowano kolonię Zuzanny). Ich współwłaścicielem był Aleksander Mieroszewski, a po sprzedaży majątku rodzina Wincklerów. Były to niewielkie kopalnie, wydobywające węgiel ze słabych górnych pokładów. W drugiej połowie XIX wieku uruchomiono dwie następne kopalnie, należące do koncernu Georg von Giesches Erben (pol. Spadkobiercy Jerzego von Giesche): „Guter Albert” i „Giesche”. W 1883 roku 10 okolicznych kopalń połączono w jedną – „Giesche” (późniejszy „Wieczorek”).
W 1841 roku rozpoczęła produkcja huta „Arnold”, a przy niej wybudowano kolonię robotniczą o tej samej nazwie. W tamtym czasie budowano głównie domy z drewna. W 1850 roku w Janowie znajdowały się 63 domy mieszkalne. W połowie XIX wieku następował proces uwłaszczenia janowskich chłopów, a do 1870 roku uruchomiono linię Kolei Prawego Brzegu Odry (Szopienice Północne – Janów – Dziedzice).

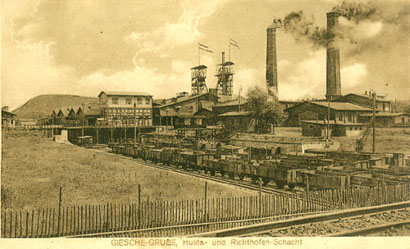
Kopalnia „Giesche” (późniejszy „Wieczorek”) około 1915 roku

W 1873 roku powiat bytomski został podzielony, a Janów znalazł się w nowo powstałym powiecie katowickim. Rok później podzielono gminę Mysłowice-Zamek na obszar dworski i obszar gminy. Gmina Janów liczyła wówczas 1 200 mieszkańców. Ustanowiono wówczas herb pochodzący od herbu rodziny Taczała, który był również herbem rodu Mieroszewskich. 
W dniu 9 maja 1899 roku koncern spadkobierców Gieschego wykupił od hrabiego Huberta von Tiele-Winklera za kwotę 30 milionów marek pole górnicze „Reserve” wraz z przyległymi terenami. Łącznie wykupiono blisko 2/3 obszaru lasu mysłowickiego (1 900 ha). Dnia 13 maja 1907 roku powołano obszar dworski Giszowiec z administracją w Janowie, który obejmował zasięgiem tereny należące do koncernu spadkobierców Gieschego. W latach 1907–1908 spółka Georg von Giesches Erben rozpoczęła budowę dwóch nowych kolonii robotniczych – Giszowiec i Nikiszowiec.
W 1910 roku w gminie Janów mieszkało 5 360 osób. Wierni kościoła rzymskokatolickiego z Janowa przynależeli wówczas do parafii w Mysłowicach. Dnia 22 października 1910 roku poświęcono tymczasowy kościół, a nowy kościół św. Anny, który powstań na terenie osiedla patronackiego Nikiszowiec, konsekrowano 23 października 1927 roku. 
Na przełomie XIX i XX wieku działały polskie towarzystwa społeczno-kulturalne i sportowe, jak: Związek Towarzystw Polek, gniazdo Polskie Towarzystwo Gimnastyczne „Sokół”, komórka Polskiej Organizacji Wojskowej Górnego Śląska i Towarzystwo Śpiewu „Promień”.

### Lata międzywojenne i II wojna światowa

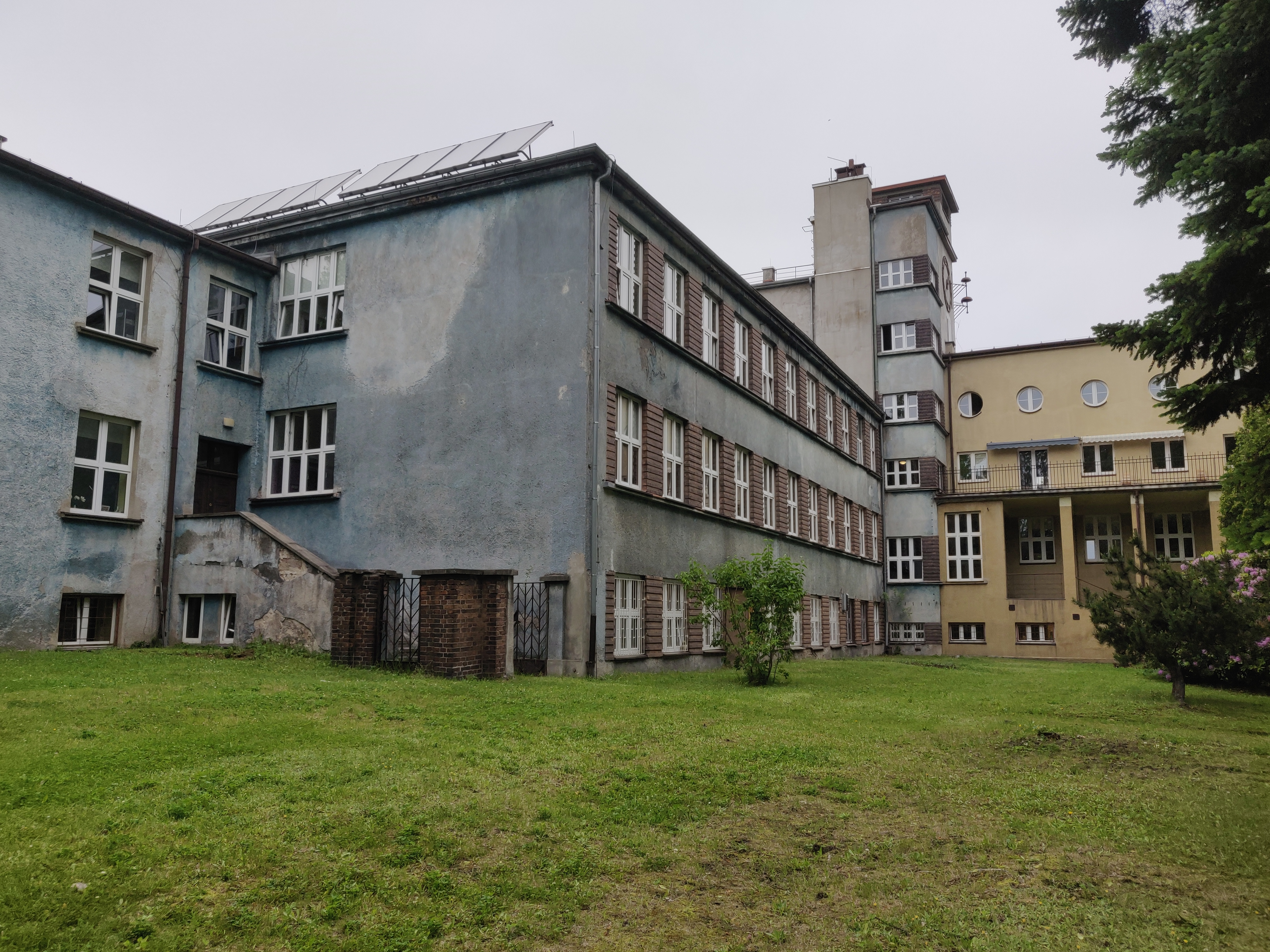
Budynek dawnego urzędu gminy Janów, przy ulicy Szopienickiej 59

Mieszkańcy Janowa w latach 1919–1921 wykazywali nastroje propolskie. W czasie I powstania śląskiego, 18 sierpnia 1919 roku powstańcy rozbroili kompanię wojskową, a do 24 sierpnia 1919 roku wraz z powstańcami z Giszowca i Nikiszowca walczyli pod Mysłowicami, by ostatecznie wycofać się do Polski, do Sosnowca. W czasie II powstania, w nocy z 18 na 19 marca 1920 roku Janów pod wodzą Walentego Fojkisa został zdobyty przez powstańców. Podczas plebiscytu zorganizowanego 20 marca 1921 roku za Polską głosowało 2 045 osób (80,9% ogółu), a za Niemcami 483. Podczas III powstania śląskiego powstańcy brali udział w walkach o Katowice oraz pod Górą św. Anny. Część z powstańców poległa w boju – na ich cześć postawiono w 1928 roku pomnik na tutejszym cmentarzu.
W dniu 15 maja 1922 roku Janów został włączony do Polski i był częścią autonomicznego województwa śląskiego. Dokonano przeorganizowania gminy Janów, a także zlikwidowano obszary dworskie (w tym obszar Giszowiec), przez co część Janowa (Janów Miejski) w 1928 roku włączono do Mysłowic, a w skład nowej gminy Janów prócz osady weszły osiedla Giszowiec i Nikiszowiec oraz kolonie: Amandy, Zuzanny i Huta Arnold. Wówczas 95% obszaru należało do spółki Giesche. W 1924 roku gmina liczyła 18 tys. mieszkańców, a pierwszym naczelnikiem został Oskar Krupa. W 1930 roku otwarto nową siedzibę Urzędu Gminy Janów (ulica Szopienicka 59 – obecnie szpital). W samym Janowie, w 1936 roku mieszkało 5 172 osoby. W latach międzywojennych w gminie Janów działało około 110 różnych organizacji społeczno-kulturalnych oraz sportowych, a jedną z bardziej aktywnych działaczek była Maria Balska, radna gminy. Działała m.in. w Caritasie, Towarzystwie Polek, Towarzystwie Czytelni Ludowych i Polskim Czerwonym Krzyżu. 
W czasie II wojny światowej zmieniono nazwę wsi Janów na Gieschewald-Nord. Janów został wyzwolony z okupacji hitlerowskich bez większych szkód 27 stycznia 1945 roku.

### Lata powojenne
Po II wojnie światowej, w 1951 roku gminę Janów włączono do nowo powstałego powiatu miejskiego Szopienice, a od 31 grudnia 1959 roku do Katowic. W okresie powojennym Janów uległ rozbudowie – wybudowano nowe budynki użyteczności publicznej, nowe osiedle przy ulicy Zamkowej oraz sztuczne lodowisko dla klubu hokejowego Naprzód Janów. Głównym zakładem pracy w Janowie była nadal kopalnia „Wieczorek”. Z Janowem związana jest grupa malarzy-amatorów (Grupa Janowska), powstała wokół urodzonego w 1891 roku Teofila Ociepki, który w 1946 roku stał się współzałożycielem, przy udziale Ottona Klimczoka, zespołu plastycznego.

## Gospodarka

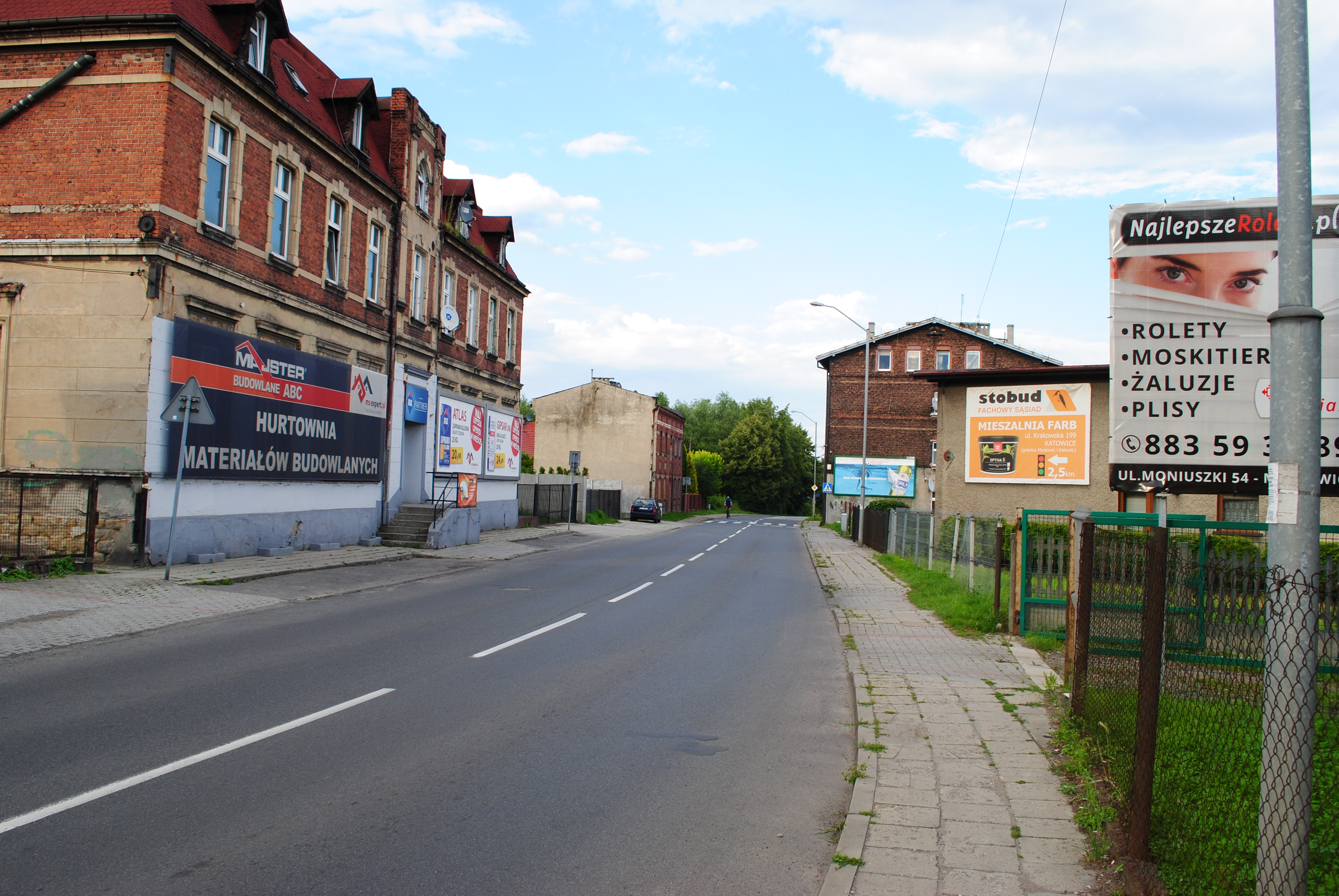
Budynki przy ulicy Oswobodzenia

Janów do lat 30. XIX wieku był osadą typowo rolniczą, w której poza uprawą roli trudniono się leśnictwem, wydobyciem i wytopem żelaza, a także funkcjonowały kamieniołomy oraz przy kuźnicy przesiewalnia potasu i huta szkła. Od czasu rewolucji przemysłowej zaczęły powstawać kopalnie węgla kamiennego (na początku były to kopalnie: „Agnes Amanda”, „Gute Amalie”, „Morgenroth” oraz „Susanne”). W późniejszym czasie spółka Georg von Giesches Erben (pol. Spadkobiercy Jerzego von Giesche) poszukiwała pola wydobywczego dla zaopatrzenia w węgiel otwartej w sąsiednich Szopienicach huty cynku „Wilhelmina”. Pole „Morgenroth” spółka wykupiła od Aleksandra Mieroszewskiego w 1833 roku. W Janowie w 1840 roku uruchomiono również hutę cynku – „Arnold”, a w Janowie Miejskim hutę „Amalia”. Rozwój przemysłu ułatwiło otwarcie linii kolejowej w 1870 roku. Uruchomiono w tamtym okresie również szyb „Hoffmann” (późniejszy „Ligoń”). 
Spółka spadkobierców Gieschego wykupiła pole „Reserve”, a w 1904 roku rozwijano dalej kopalnię „Giesche” („Wieczorek”) poprzez budowę dwóch nowych szybów: „Carmer” („Pułaski”) i „Nikisch” („Poniatowski”).  Kopalnia „Wieczorek” ze względu na wyczerpanie złóż surowca od 31 marca 2018 roku została postawiona w stan likwidacji.
Janów po transformacji ustrojowej w 1989 roku stał się osiedlem o charakterze mieszkalno-usługowym. Działalność produkcyjna natomiast koncentruje się w północnej części, przy granicy z Szopienicami. Do głównych ośrodków usługowych w Janowie należy rejon skrzyżowania ulic Lwowskiej, Oswobodzenia i T. Ociepki, przy którym poza punktami usługowymi znajdują się placówki edukacyjne, a także rejon ulic Zamkowej i Grodowej (odcinek od ulicy Zamkowej do ulicy Leśnego Potoku), gdzie są placówki handlowo-usługowe, a także kultury, sportu i rekreacji.

## Transport

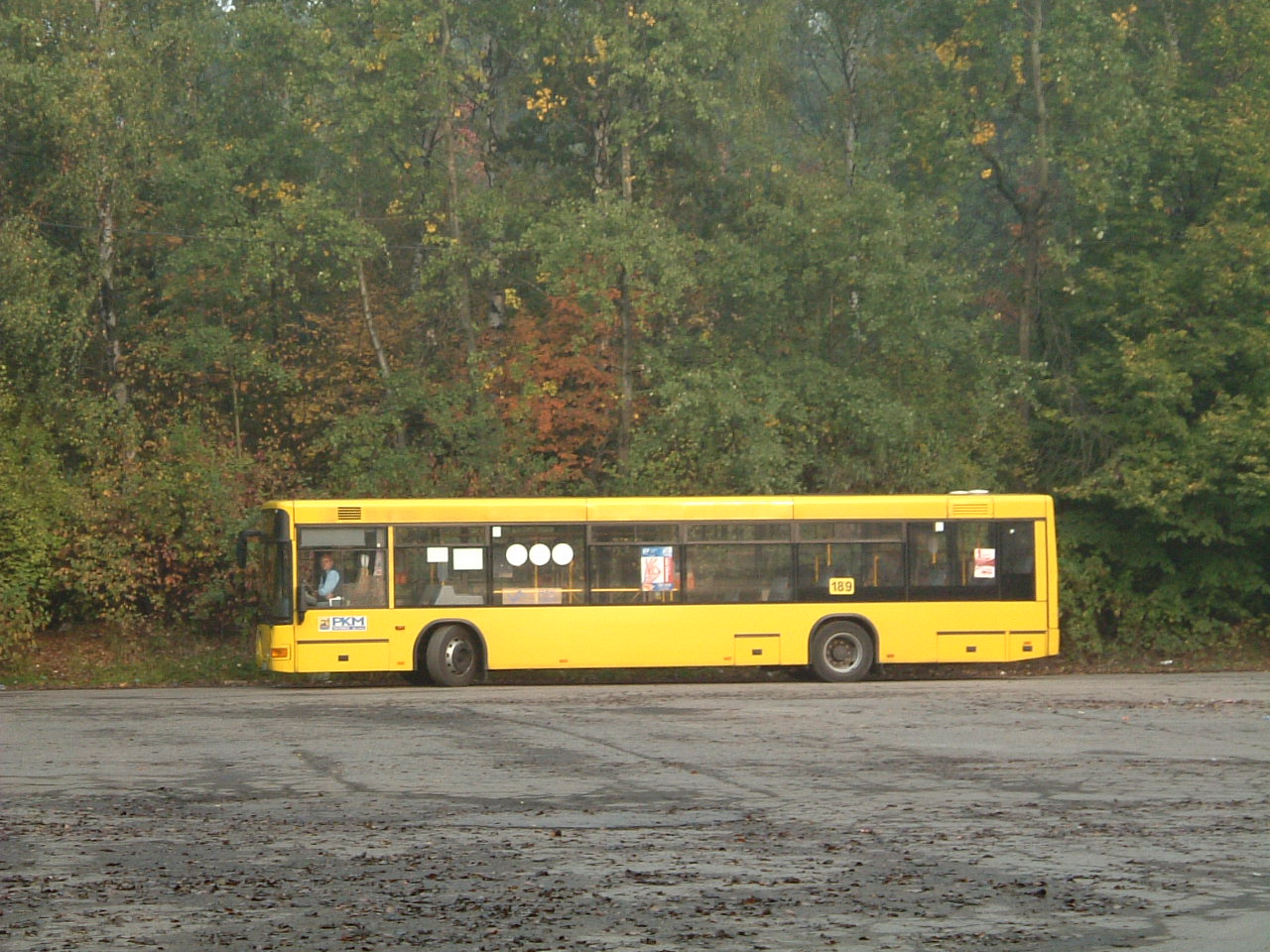
Autobus na pętli autobusowej Janów Ośrodek Bolina (2006)

Układ drogowy Janowa charakteryzuje się wyraźną wiejską genezą jako w formie zurbanizowanej dawnej ulicówki. Główną drogą, przy której rozwijał się Janów przez cały okres istnienia jest obecna ulica Oswobodzenia, która jest drogą zbiorczą. Droga ta łączy Janów z Mysłowicami w kierunku południowo-wschodnim, a na północny zachód i dalej po połączeniu z ulicą Szopienicką (droga zbiorcza) łączy z sąsiednimi osadami – Nikiszowcem i Szopienicami. Ulica Lwowska zapewnia połączenie Janowa z Szopienicami, a także łączy się z drogą krajową nr 79 (ulicą Bagienną), która umożliwia dogodne połączenie z dalszymi dzielnicami Katowic i z Mysłowicami. Pozostałe ważniejsze drogi w Janowie to ulice: Zamkowa, Grodowa, Leśnego Potoku i Teofila Ociepki (drogi lokalne).
Pierwszą trasą kolejową na terenie Janowa była trasa Kolei Prawego Brzegu Odry. Linię tę na przebiegającym przez Janów odcinku (Szopienice Północne – Murcki i dalej do Dziedzic) uruchomiono 24 czerwca 1870 roku. Obsługiwany jest na niej tylko ruch towarowy. Równolegle do niej, 27 września 1953 roku oddano do użytku zelektryfikowaną linię towarową łączącą posterunek Dorota w Dąbrowie Górniczej z posterunkiem Panewnik przez Muchowiec (linia kolejowa nr 171) oraz w 1960 roku linię łączącą Mysłowice z Murckami. Na powyższych liniach, na wysokości szybu „Pułaski” KWK „Wieczorek” znajduje się posterunek odstępowy Katowice Janów.
Miejski transport zbiorowy w Janowie jest realizowany w formie połączeń autobusowych przez Zarząd Transportu Metropolitalnego. Zapewniają one połączenia z innymi dzielnicami Katowic oraz z sąsiednimi miastami – Mikołowem, Mysłowicami i Siemianowicami Śląskimi. W Janowie wg stanu z lipca 2020 roku znajduje się 9 przystanków autobusowych, z czego z przystanku Janów Lwowska Szkoła kursuje 11 linii autobusowych, w tym jedna nocna.

## Instytucje i kultura

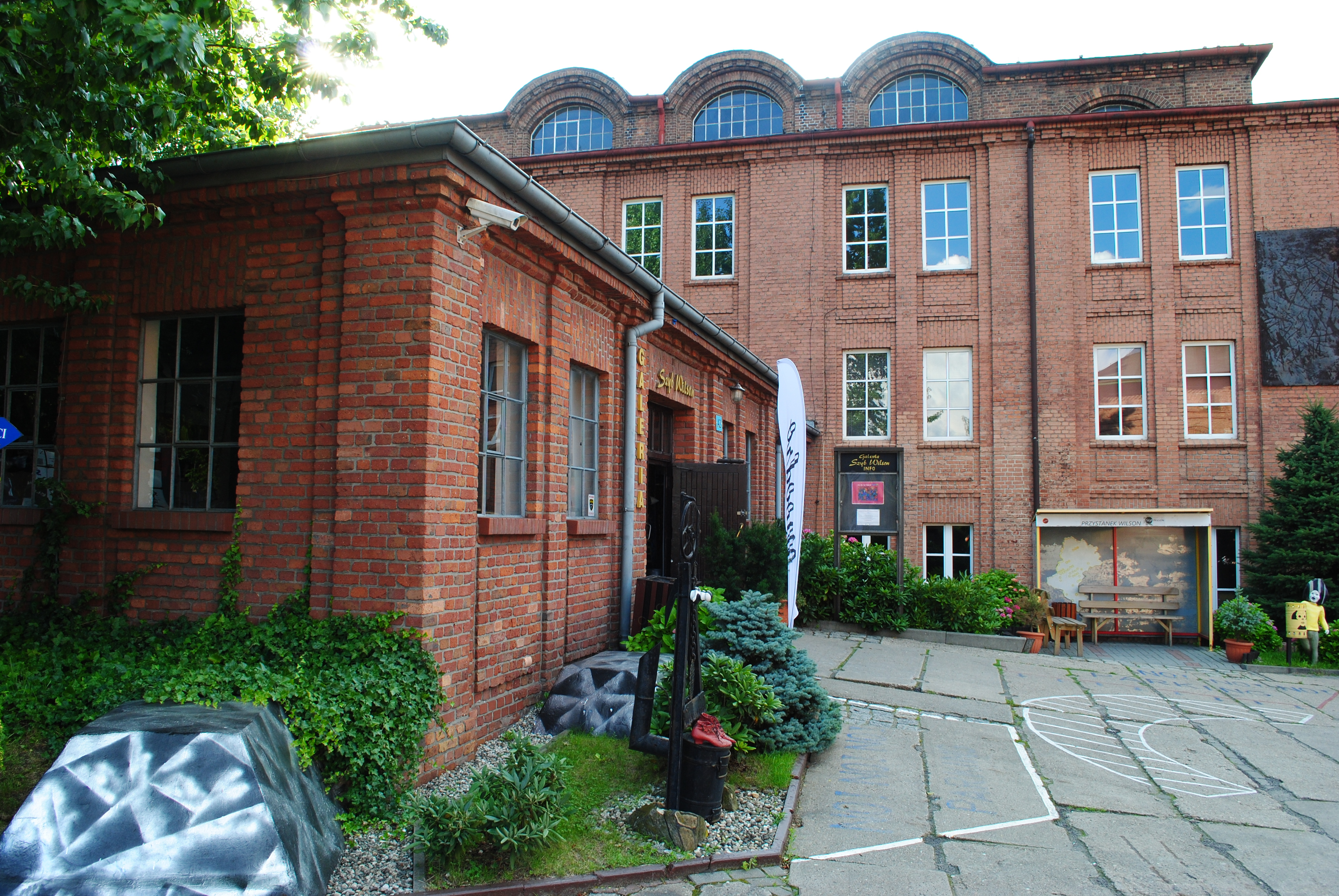
Galeria Szyb Wilson (2020)

Działalność edukacyjna w Janowie prowadzona jest od 1848 roku, kiedy to przy ulicy Oswobodzenia wybudowano budynek szkoły. W pierwszym roku funkcjonowania do szkoły uczęszczało 84 dzieci. Obecnie, wg stanu z lipca 2020 roku, w Janowie (poza Nikiszowcem) funkcjonuje: Miejskie Przedszkole nr 62 w Katowicach (ul. Oswobodzenia 61), Miejskie Przedszkole nr 63 w Katowicach (ul. Zamkowa 10) i Szkoła Podstawowa nr 6 Specjalna w Katowicach (ul. Zamkowa 2a). Do innych ważniejszych placówek szkolno-wychowawczych należy Środowiskowy Dom Samopomocy przy Śląskim Stowarzyszeniu „Ad Vitam Dignam” z siedzibą przy ulicy Oswobodzenia 92. 
Wierni rzymskokatoliccy z Janowa przynależą do parafii św. Anny. Mieszkańcy wcześniej przynależeli do parafii w Mysłowicach, a w 1902 roku powołali Towarzystwo Katolickich Obywateli, które zabiegało o budowę kościoła. Pierwszy tymczasowy kościół powstał w budynku kotłowni przy szybie „Wojciech” kopalni „Giesche” w 1910 roku, a dwa lata później – 1 sierpnia 1912 roku erygowano parafię św. Anny, której proboszczem został 9 grudnia tego samego roku ks. Paweł Dudek. Nowy kościół parafialny, wybudowany na terenie osiedla patronackiego Nikiszowiec, konsekrowano 23 października 1927 roku. Cmentarz parafialny położony jest przy ulicy Cmentarnej.
Z Janowa pochodzi Grupa Janowska – grupa malarzy nieprofesjonalnych, działająca od 1946 roku, kiedy to Otton Klimczok w przykopalnianej świetlicy kopalni „Wieczorek” powołał zespół artystów. Wśród nich jednym z najbardziej znanych malarzy był Teofil Ociepka. Ponadto w Janowie, przy ulicy Oswobodzenia 1, działa największa prywatna galeria sztuki w Polsce – Galeria Szyb Wilson, w której prezentowane są dzieła sztuki współczesnej, jak i też odbywają się wydarzenia kulturalne o różnej tematyce.
Do najbardziej znanych klubów z Janowa należy klub hokejowy Naprzód Janów, założony w 1920 roku jako klub piłkarski. W latach 50. XX wieku klub uruchomił sekcję hokeja, a w latach 1962–1998 występował nieprzerwanie w ekstralidze. Klub mecze rozgrywa na lodowisku Jantor, mieszczącym się przy ulicy Z. Nałkowskiej 10. Nad Boliną w latach 50. XX wieku zorganizowano ośrodek wypoczynkowy Bolina, na którym znajdują się: boisko do gry w piłkę nożną, boisko do gry w koszykówkę i siatkówkę, stoły do gry w ping-ponga i szachy, plac zabaw, zadaszone miejsce na grilla oraz krąg estradowy.